# 达格瓦·查希勒冈
达格瓦·查希勒冈（英語：Dagvyn Tsahilgaan，？—）蒙古族，籍贯不详，蒙古国外交官、政治家。

## 生平
查希勒冈毕业于蒙古国立大学。曾在戈壁阿尔泰省的一所学校任教。后赴苏联社会科学院学习，获得副博士学位。留学归国后，查希勒冈先后在蒙古和平友好促进会、蒙古人民革命党意识形态部、蒙古外交部工作。
1994年，查希勒冈被任命为蒙古国驻中华人民共和国特命全权大使。2001年，查希勒冈离任。
2008年，蒙古国和平友好联合会主席查希勒冈当选为世界和平委员会副理事长。

## 家庭
查希勒冈已婚，有一子二女。